# Calotes ellioti
Espèce
Synonymes
- Bronchocela indica Theobald, 1876

Statut de conservation UICN

 LC  : Préoccupation mineure
Calotes ellioti est une espèce de sauriens de la famille des Agamidae.

## Répartition
Cette espèce est endémique d'Inde. Elle se rencontre dans les Ghâts occidentaux.

## Liste des sous-espèces
Selon The Reptile Database (12 avril 2012) :
- Calotes ellioti amarambalamensis Murthy, 1978
- Calotes ellioti ellioti Günther, 1864

## Description
C'est un saurien ovipare.

## Étymologie
Cette espèce est nommée en l'honneur de Walter Elliot. La sous-espèce, composé de amarambalam et du suffixe latin -ensis, « qui vit dans, qui habite », lui a été donné en référence au lieu de sa découverte, New Amarambalam.

## Publications originales
- Günther, 1864 : The reptiles of British India, London, Taylor & Francis, p. 1-452 (texte intégral).
- Murthy 1978 : A new subspecies of the tree-lizard Calotes elliotti Gunther (Reptilia: Agamidae) from New Amarambalam, Kerala. The Indian journal of zootomy, p. 19, no 2, p. 79-80